# Waldemar Misiorowski
Waldemar Jarosław Misiorowski (ur. 17 stycznia 1955 w Warszawie) – polski lekarz internista i endokrynolog, nauczyciel akademicki, doktor habilitowany nauk medycznych, profesor Centrum Medycznego Kształcenia Podyplomowego.

## Życiorys
W 1979 ukończył studia w Wydziale Lekarskim Akademii Medycznej w Warszawie. Specjalista w zakresie chorób wewnętrznych (II stopień w 1989) i endokrynologii (II stopień w 1993).
Stopień doktora nauk medycznych uzyskał w 1988 w Centrum Medycznym Kształcenia Podyplomowego w Warszawie na podstawie rozprawy pt. Optymalizacja leczenia nadczynności tarczycy 131-I, której promotorem był Stefan Zgliczyński. W tej samej uczelni w 2019 na podstawie osiągnięcia pt. Postępy w rozpoznaniu i leczeniu pierwotnej nadczynności przytarczyc uzyskał stopień doktora habilitowanego. Od 2019 profesor Centrum Medycznego Kształcenia Podyplomowego.
Od 1980 związany z Kliniką Endokrynologii Centrum Medycznego Kształcenia Podyplomowego i Szpitalem Bielańskim.
Członek polskich i zagranicznych towarzystw naukowych, w tym m.in. Polskiego Towarzystwa Endokrynologicznego, Interdyscyplinarnego Forum Osteoporotycznego, Central European Osteoporosis Summit, American Society of Bone and Mineral Research, Polskiego Towarzystwa Menopauzy i Andropauzy oraz członek – założyciel Polskiego Towarzystwa Medycyny Prewencyjnej i Przeciwstarzeniowej.
Autor lub współautor ponad 200 publikacji z zakresu medycyny, w tym prac poglądowych i rozdziałów w podręcznikach. Głównym przedmiotem jego zainteresowań naukowych, dydaktycznych i klinicznych są zaburzenia homeostazy wapniowej i choroby metaboliczne kości, w tym w szczególności osteoporoza i konsekwencje niedoboru witaminy D.